# Venezuelavliegenpikker
De Venezuelavliegenpikker (Zimmerius petersi) is een zangvogel uit de familie Tyrannidae (tirannen). De soort werd in 1907 voor het eerst beschreven door Berlepsch.

## Verspreiding en leefgebied
Deze soort is endemisch in noordelijk Venezuela.